# إيجل أولي
إيجل أولي هو سائق زلاجة ‏ وسياسي نرويجي، ولد في 13 أكتوبر 1949 في بورشانغر في النرويج. نشط حزبياً في حزب العمال. وقد انتخب member of the Sami Parliament of Norway ‏ عن دائرة  (1989 – 2009) وانتخب President of the Sami Parliament ‏ (2007 – 2013).